# Ngoni
El ngoni és una llengua bantu parlada a Tanzània i Moçambic. És una de les diverses llengües parlades pels ngonis, que descendeixen dels nguni del sud d'Àfrica. Malgrat el seu nom, no és descendent d'una llengua nguni, sinó que només conserva el nom. En general, qualsevol llengua parlada pels ngonis pot ser anomenat "Ngoni": Els ngoni de Malawi, per exemple, parlen chewa, i altres ngonis parlen tumbuka o nsenga.